# Clever Quintana
Clever Elías Quintana Alonso (Bella Unión, Uruguay, 20 de enero de 1998) es un futbolista uruguayo. Juega de delantero en el Club Atlético Artigas de la Primera División Amateur de Uruguay.
Es hermano del también futbolista Yeferson Quintana.

## Estadísticas
Actualizado al último partido disputado, el 31 de agosto de 2019: Cerro Largo 1-0 Fénix.
| Club                            | País    | Año           | Partidos | Goles | Asistencias |
| ------------------------------- | ------- | ------------- | -------- | ----- | ----------- |
| Liverpool F. C.                 | Uruguay | 2017          | 1        | 0     | 0           |
| Cerro Largo F. C. (cedido)      | Uruguay | 2017          | 10       | 1     | 0           |
| Liverpool F. C.                 | Uruguay | 2017-2018     | 8        | 0     | 1           |
| C. S. Miramar Misiones (cedido) | Uruguay | 2018          | 10       | 1     | 0           |
| Cerro Largo F. C.               | Uruguay | 2019          | 6        | 1     | 0           |
| C. A. Artigas                   | Uruguay | 2020-presente | 0        | 0     | 0           |
| Total carrera                   |         |               | 35       | 3     | 1           |

Fuentes: Transfermarkt Soccerway